# أكسدة فيتيزون
تفاعل أكسدة فيتيزون هو تفاعل أكسدة الكحولات الأولية والثانوية باستخدام مركب كربونات الفضة الممتص على سطح من مادة تراب المشطورات؛ وينسب التفاعل إلى الكيميائي مارسيل فيتيزون Marcel Fétizon الذي طبقه أول مرة سنة 1968.
تعد طريقة أكسدة فيتيزون مناسبة للحصول على اللاكتونات من الديولات.

## التحضير
يحضر كاشف فيتيزون من إضافة نترات الفضة إلى محلول مائي من الكربونات، مثل كربونات الصوديوم؛ أو بيكربونات البوتاسيوم.

## الآلية

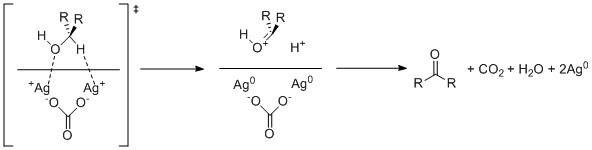
أكسدة فيتيزون

يحدث التفاعل وفق الآلية التالية: